# 達爾蓋奇特

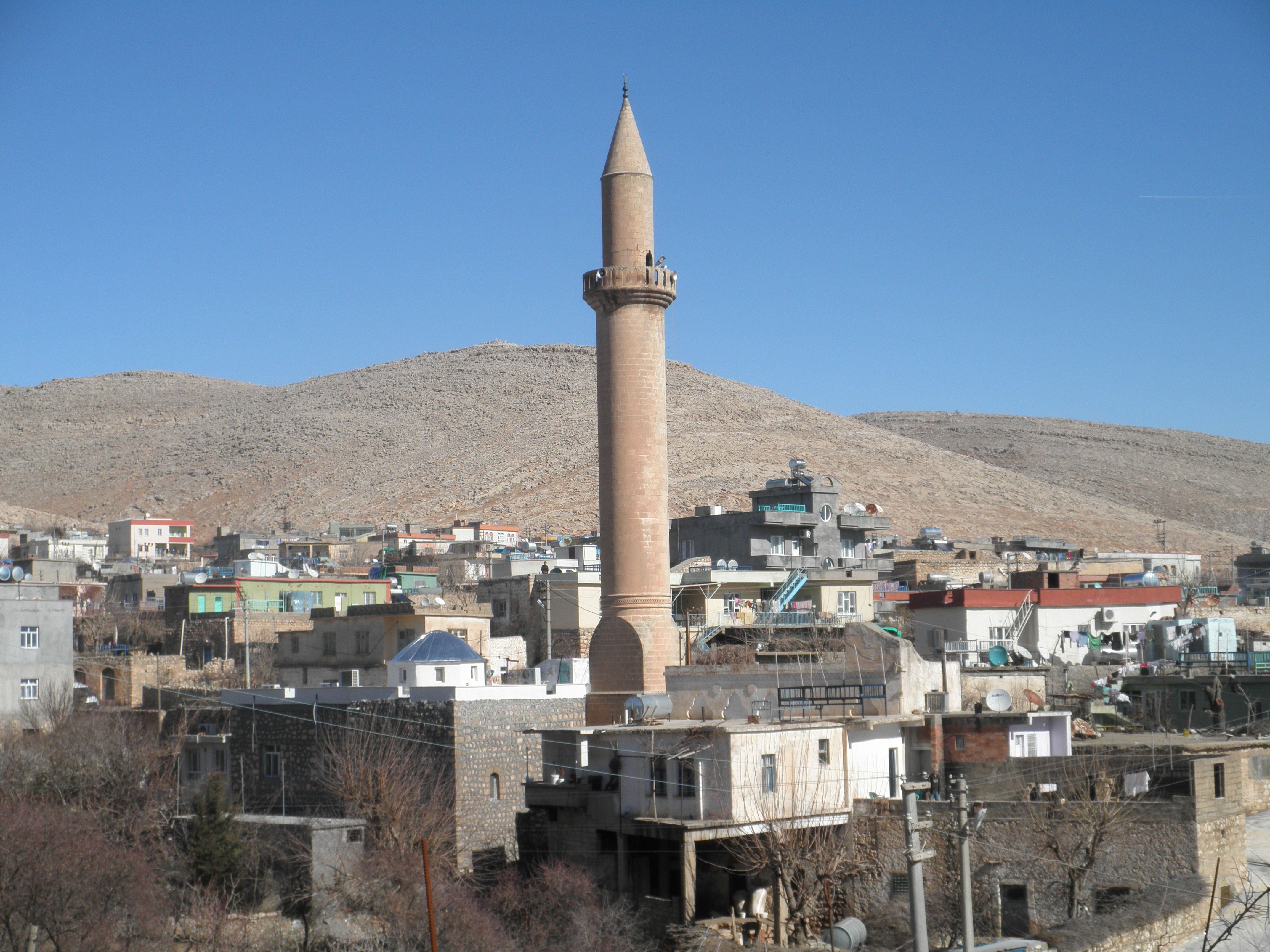
達爾蓋奇特的清真寺尖塔

達爾蓋奇特是土耳其的城鎮，由馬爾丁負責管轄，位於該國東南部，面積539平方公里，海拔高度900米，2010年人口14,700。第一次世界大戰期間，部分敘利亞居民因經濟問題移民至其他歐洲國家。